# Lạng Sơn (xã)
Lạng Sơn là một xã vùng trung du và địa hình khá thấp của huyện Anh Sơn, tỉnh Nghệ An, Việt Nam.

## Địa lý
Xã Lạng Sơn thuộc trung du miền núi, nằm ở vùng núi phía tây của tỉnh Nghệ An, có vị trí địa lý:
- Phía bắc giáp huyện Tân Kỳ
- Phía tây giáp xã Vĩnh Sơn
- Phía đông giáp xã Tào Sơn
- Phía nam giáp xã Lĩnh Sơn và xã Khai Sơn.

Theo thống kê năm 2013, xã có diện tích 24,79 km², dân số là 5.723 người, mật độ dân số đạt 231 người/km².

## Hành chính
Xã Lạng Sơn được chia thành 9 thôn: 1, 2, 3, 4, 5, 6, 7, 8, 9.

## Lịch sử
Lạng Sơn một vùng đất không rộng lắm nhưng lại có nhiều dòng họ, điều này nói lên Lạng Sơn là một vùng đất màu mỡ, yên lành nên đã từ lâu đời nhiều người đã tìm đến sinh cơ lập nghiệp. Có lẽ do những nhóm người đến khai khẩn trong những thời điểm khác nhau nên cư dân ở đây được hình thành 3 làng đó là: Làng Vạn Thiện; Làng Yên Lương; Làng Cấm Cọng thuộc tổng Lãng Điền, huyện Lương Điền, phủ Anh Sơn, tỉnh Nghệ An. Mỗi làng có một bộ máy chính quyền do thực dân Pháp lập ra để cai trị nhân dân ta.
Sau Cách mạng tháng 8 năm 1945 đến năm 1949, nhân dân 3 làng hợp lại thành xã Tam Dân.
Đến năm 1949, 3 xã Tam Dân, xã Tào Điền, xã Yên Lĩnh hợp lại thành xã Lạng Sơn.
Đến năm 1953, sau giảm tô xã Lạng sơn lại chia thành 4 xã: xã Lĩnh Sơn, xã Cao Sơn, xã Tào Sơn, xã Tam Dân được giữ nguyên tên là xã Lạng Sơn cho đến hiện nay.

## Giao thông
Cầu Tri Lễ là cây cầu quan trọng mục đích nối liên giao thông xã nhà với các xã khác như Lĩnh Sơn, Khai Sơn và quan trọng hơn nữa là tuyến đường Hồ Chí Minh đi qua.Một tuyên đường giao thông liên xã, liên huyện hay liên tỉnh.Từ con đường này có thể đi qua xã Khai Son hay đi ra Hà nội hoặc các huyện Tân kỳ, Nghĩa Đàn, Con Cuông, Kỳ Sơn hay Tương Dương...Tạo điều kiện phát triển và thương mại cho xã nhà đặc biệt trong những năm gần đay hình thức trang trại đã giúp xã nhà mở mang bộ mặt.

## Danh nhân
Trong thời kỳ tiền khởi nghĩa 1945, Lạng Sơn cũng là nơi nuôi giấu nhiều cán bộ tiền khởi nghĩa trong đó có:
- Thượng tướng Trần Văn Quang: Thứ trưởng Bộ Quốc phòng
- Quê hương cụ Nguyễn Hữu Đởng: Chủ tịch Nông hội đỏ đầu tiên, tiền thân của Hội nông dân tỉnh Nghệ An ngày nay.